# Robert Milkins
Robert Milkins, född 6 mars 1976 i Gloucester, engelsk snookerspelare. 

## Karriär
Milkins blev proffs 1995 och nådde i början av karriären inga större framgångar på touren, men kvalificerade sig för VM flera gånger och har som bäst nått en åttondelsfinal år 2002.
I kvalet till VM 2006 blev han den förste spelaren i historien att göra ett maximumbreak i VM-kval, i sin match mot Mark Selby. Ett år tidigare hade han förlorat med 1-10 mot Mark Williams i första omgången i VM, och då sett denne göra ett maximumbreak.
I rankingturneringar har Milkins nått semifinal, i Irish Masters 2005 och Grand Prix 2009. Säsongen 2009/10 vann han sin första professionella turnering, den tredje deltävlingen i Pro Challenge Series.
I januari 2011 kammade Milkins hem 16 000 pund genom att gå till final i den första upplagan av Shoot-Out, där han föll mot Nigel Bond. I semifinalen hade Milkins slagit ut storfavoriten Ronnie O'Sullivan.
År 2012 gör Milkins sin andra officiella maximumbreak på 147 – båda kommer i kvalomgångarna till världsmästerskapet. Semifinalist i World Open.
År 2013 slår Milkins ut Neil Robertson ur världsmästerskapet och når till åttondelsfinalerna. Semifinalist i Wuxi Classic och Australian Open.
År 2014: Går till semifinal i det internationella mästerskapet. Tvåa efter Shaun Murphy vid Ruhr Open. Når världens topp 16 för första gången.
År 2017: Semifinalist i Welsh Open.
År 2018: Slår Neil Robertson i Crucible för att nå åttondelsfinalen i världsmästerskapet för tredje gången.
År 2022: Njuter av sitt bästa ögonblick i karriären när han vinner sin första rankningstitel efter 27 år som proffs i Gibraltar Open, och slog Kyren Wilson med 4-2 i finalen. Det är en anmärkningsvärd formvändning med tanke på att han bara hade vunnit tre matcher under säsongen 2021/22 innan den veckan.

## Privatliv
Milkins har talat öppet om problem med skulder, bristande motivation och alkolholberoende. Han tränades av 1979 års världsmästare Terry Griffiths fram till slutet av säsongen 2014/2015. Han har tre barn.

## Vinster

### Övriga titlar
- Pro Challenge Series 3 - 2009
- Gibraltar Open - 2022